# Onoto (entreprise)
Onoto (Onoto-Fernand Bourgeois et Cie) est une marque française de cycles et motocyclettes fondée en 1906 par Fernand Bourgeois à Dole, dans le Jura.

## Historique
- 1906, Fernand Bourgeois crée une fabrique de cycles.
- Vers 1921 un premier atelier de fabrication
- Vers 1925, il édifie une deuxième unité qu'il agrandit vers 1927, 1934 puis 1939.
- En 1951, la société Fernand Bourgeois devient Onoto-Fernand Bourgeois et Cie S.A.R.L.
- Vers 1960, L'émaillerie de la première unité est démolie et la production réorientée vers le mobilier scolaire.
- en 1971, l'usine ferme[1]

## Production
Vers 1960 sont montés chaque année à l'usine 6 à 7000 bicyclettes, cyclomoteurs et motos, à partir de pièces détachées provenant de Saint-Étienne, de tubes de Lyon et du Nord et de moteurs Ydral, VLT et JAP principalement..
De 50 ouvriers en 1939, les effectifs sont descendus à 30 en 1960. L'usine se diversifie alors et abandonne progressivement son activité de fabrication de cycles et motocyclettes.

### Documents
- Catalogue Onoto de 1955